# Charlie Vickers
Charlie Vickers (Melbourne, Victoria; 24 de octubre de 1992) es un actor australiano de cine y televisión. Es más conocido por su papel de Sauron en la serie de Prime Video El Señor de los Anillos: los Anillos de Poder (2022).

## Primeros años
Vickers nació en St. Kilda, un suburbio de Melbourne, Australia, y creció en la ciudad de Geelong. Estudió para un título de artes en la RMIT University en Melbourne y tomó parte en obras de teatro amateur, incluyendo el musical de Stephen Sondheim Sweeney Todd, antes de audicionar en Sídney para una escuela de arte dramático británica.
Luego de esto, Vickers se mudó a Londres, Inglaterra,y se unió a la Royal Central School of Speech and Drama, de donde se graduó en 2017.

## Carrera
En 2018, Vickers interpretó a Guglielmo de Pazzi, el hijo menor de la familia Pazzi, en ocho episodios de la serie de Netflix Medici. En 2019 trabajó en la película de comedia dramática de Rachel Ward Palm Beach, junto a Sam Neill, Matilda Brown, Greta Scacchi y Richard E. Grant. En 2020 participó junto a Carryl Thomas en la película de suspenso Death in Shoreditch.
En 2022, Vickers fue elegido para interpretar el papel de Sauron en la serie de Prime Video El Señor de los Anillos: los Anillos de Poder,donde aparece a partir del segundo episodio, bajo la forma del humano Halbrand. Según Vickers, no estaba al tanto de que su rol fuera el de Sauron hasta la filmación del tercer episodio. Para prepararse para el papel, realizó una caminata de cinco días por el Parque nacional de Tongariro, en Nueva Zelanda. Para realizar las escenas bajo el agua, Vickers practicó buceo a pulmón. Vickers también participa en maratones, habiendo completado varios triatlones y participando varias veces a la semana en carreras de 5 y 10 km.
En 2023, interpretó a Clem Hart en The Lost Flowers of Alice Hart, miniserie basada en la novela homónima de Holly Ringland.

## Filmografía

### Cine
| Año  | Título              | Papel  | Notas |
| ---- | ------------------- | ------ | ----- |
| 2019 | Palm Beach          | Dan    |       |
| 2020 | Death in Shoreditch | Andrew |       |

### Televisión
| Año           | Título                                        | Papel                       | Notas                  |
| ------------- | --------------------------------------------- | --------------------------- | ---------------------- |
| 2018          | Medici                                        | Guglielmo de Pazzi          | 8 episodios            |
| 2022-presente | El Señor de los Anillos: los Anillos de Poder | Halbrand / Annatar / Sauron | Papel principal        |
| 2023          | The Lost Flowers of Alice Hart                | Clem Hart                   | Miniserie; 6 episodios |
| 2025          | The Survivors                                 | Kieran Elliott              | Papel principal        |